# Pirofit

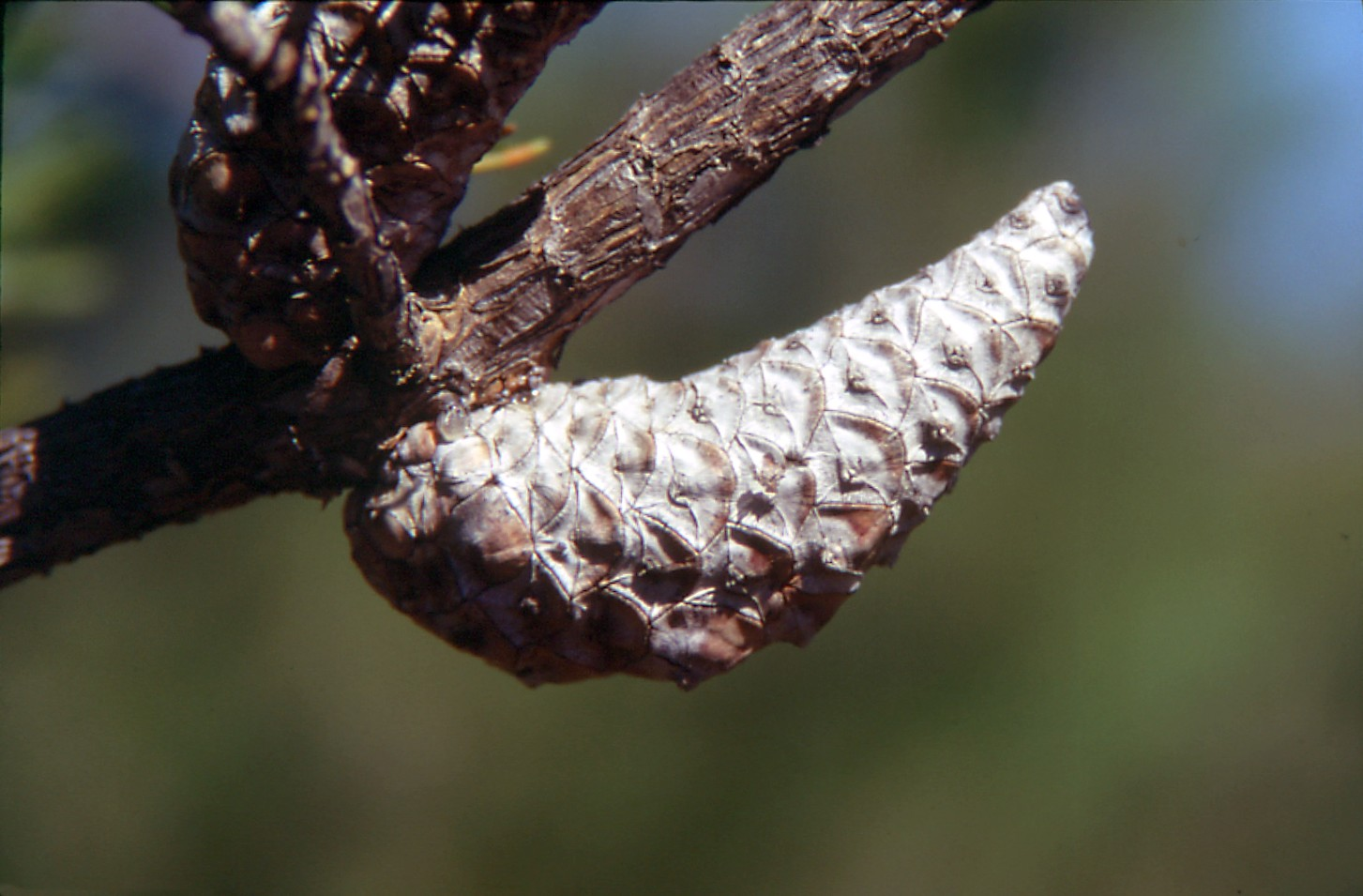
„Kamienne” szyszki sosny Banksa otwierają się po pożarze.

Pirofit, pyrofit (gr. pyr - ogień + -fit) – roślina przystosowana (fizjologicznie i anatomicznie) do oddziaływania ognia. 
Wyróżnia się pirofity pasywne i aktywne. Do pierwszej grupy należą drzewa i krzewy odporne na działanie ognia. Przystosowanie u tych roślin polega zwykle na wykształcaniu grubej i słabo palącej się kory np. silnie uwilgotnionej. Martwica korkowa (korowina) składająca się z warstw korka jest doskonałym termoizolatorem, ponieważ komórki w niej są martwe i wypełnione powietrzem. Szczególnym przystosowaniem do przetrwania pożaru jest wykształcanie przez niektóre krzewy utworów zwanych lignotuber. Pirofitami aktywnymi są zwykle krzewy i rośliny zielne. Dla nich ogień jest czynnikiem stymulującym wzrost, kiełkowanie lub rozmnażanie. 
Rośliny wymagające do rozwoju oddziaływania ognia nazywane są pirofilnymi. Przykładem mogą być różne gatunki mącznicy Arctostaphylos, prusznika Ceanothus lub sumaka Rhus wytwarzające nasiona o twardej skorupie. Łupina ta pęka w czasie pożaru, umożliwiając rozwój nasion w dogodnych warunkach.
W klimacie suchym (np. w rejonie Morza Śródziemnego) wykształcają się formacje roślinne, których istnienie w dużym stopniu uwarunkowane jest okresowymi pożarami (zobacz: makia, fynbos, garig, frygana, chaparral). Podobnie jest w przypadku lasów budowanych głównie przez drzewa iglaste, takich jak tajga, których ekologia jest w dużej mierze kształtowana przez powtarzające się pożary.
Istnieją również organizmy, które są słabo odporne na działanie ognia, a zaleganie warstwy popiołu spowalnia ich kiełkowanie, więc nie są pirofitami w ścisłym tego słowa znaczeniu, ale skutki pożarów są dla nich korzystne ekologicznie, gdyż inne gatunki są bardziej wrażliwe. W ten sposób pożary eliminują przewagę konkurentów i umożliwiają ich rozwój. Do tej grupy należą różne gatunki sosen. Korzyści ekologiczne są kluczowe dla roślin określanych jako pirofityczne, nawet w przypadku, gdy pożary są niekorzystne dla poszczególnych osobników, ale zwiększają ich sukces reprodukcyjny i ostatecznie zapewniają rozwój populacji.
Przykładami pirofitów są:
- dąb wielkoowocowy Quercus macrocarpa, sosna żółta Pinus ponderosa – chronione grubą korą[1],
- sosna Banksa Pinus banksiana – jej szyszki otwierają się i uwalniają nasiona pod wpływem wysokiej temperatury podczas pożarów[1],
- wrzos zwyczajny – pożary na wrzosowiskach odmładzają krzewinki i niszczą siewki drzew, ograniczając rozwój borów.